# San Pedro Pochutla
San Pedro Pochutla est l'une des 570 municipalités qui composent l'état mexicain d'Oaxaca. Elle appartient au district de Pochutla, dans la région côtière.